# Valdensinia heterodoxa
Valdensinia heterodoxa (Anamorphe: Valdensia heterodoxa) ist eine Pilzart aus  der monotypischen Gattung Valdensinia aus der Familie der Sklerotienbecherlingsverwandten (Sclerotiniaceae) und lebt parasitisch auf verschiedenen Arten von Heidelbeeren. Allerdings ist der Pilz auch auf 30 verschiedenen krautigen und holzigen Pflanzenarten beobachtet worden, z. B.: Buche, Maiglöckchen, Hasel, Vogelkirsche, Vogelbeere.

## Merkmale
Der Pilz bildet ein krustenförmiges, unbestimmbares Stroma auf Blattstielen und Blattadern von Heidel- und Preiselbeeren. Die Apothecien sind schüsselförmig bis flach, blassbraun, gestielt und 2–5 mm groß. Der Stiel  ist 4–15 mm lang und 0,5–1,5 mm dick. Die Asci sind 80–110 × 7–10 μm groß. Die Ascosporen sind mit einer Größe von 10–13,5 × 4,5–5,5 μm einzellig, elliptisch und mit zwei oder mehreren Öltröpfchen versehen. 
Die Nebenfruchtform ist häufig und bildet viele braune Flecken auf Heidelbeerblättern. Die Blätter schauen wie gesprenkelt aus. Kennzeichnend sind die großen, sternförmigen Konidien.

## Ökologie und Vorkommen
Valdensinia heterodoxa lebt parasitisch vor allem auf Heidelbeere und Preiselbeere, ist aber an einer ganzen Reihe weiterer Pflanzen wie Buche, Maiglöckchen, Gemeine Hasel, Vogelkirsche, Vogelbeere nachgewiesen worden. Der Pilz ist häufig und kommt allem Anschein nach fast in ganz Europa und Westkanada vor. Fruchtkörper werden im Frühling bis Sommer ausgebildet. Der Pilz überdauert mit Sklerotien, die hauptsächlich entlang des Mittelnervs der Blätter gebildet werden.